# Керимов, Шахин Нияз оглы
Шахин Нияз оглы Керимов (азерб. Kərimov Şahin Niyaz oğlu; 12 января 1985, Баку, Азербайджанская ССР, СССР) — азербайджанский футболист, амплуа — защитник.

## Биография

### Чемпионат
Шахин Керимов является воспитанником гянджинской школы футбола. Карьеру футболиста начинал в молодёжном составе ФК «Гянджа». С 2010 по 2013 год выступал в основном составе гянджинцев. Проведя за три сезона 82 матча, забил в ворота соперников 5 мячей. В последний год выступления в «Кяпазе» был капитаном команды.
Летом 2013 года переходит из «Кяпаза» в возрожденный ПФК «Араз-Нахчыван», выступающий в первом дивизионе чемпионата Азербайджана.

### Кубок
Будучи игроком гянджинского «Кяпаза» провел за три сезона в Кубке Азербайджана 6 игр, отыграв на поле в общей сложности 501 минуту.